# 시베리아 횡단 도로

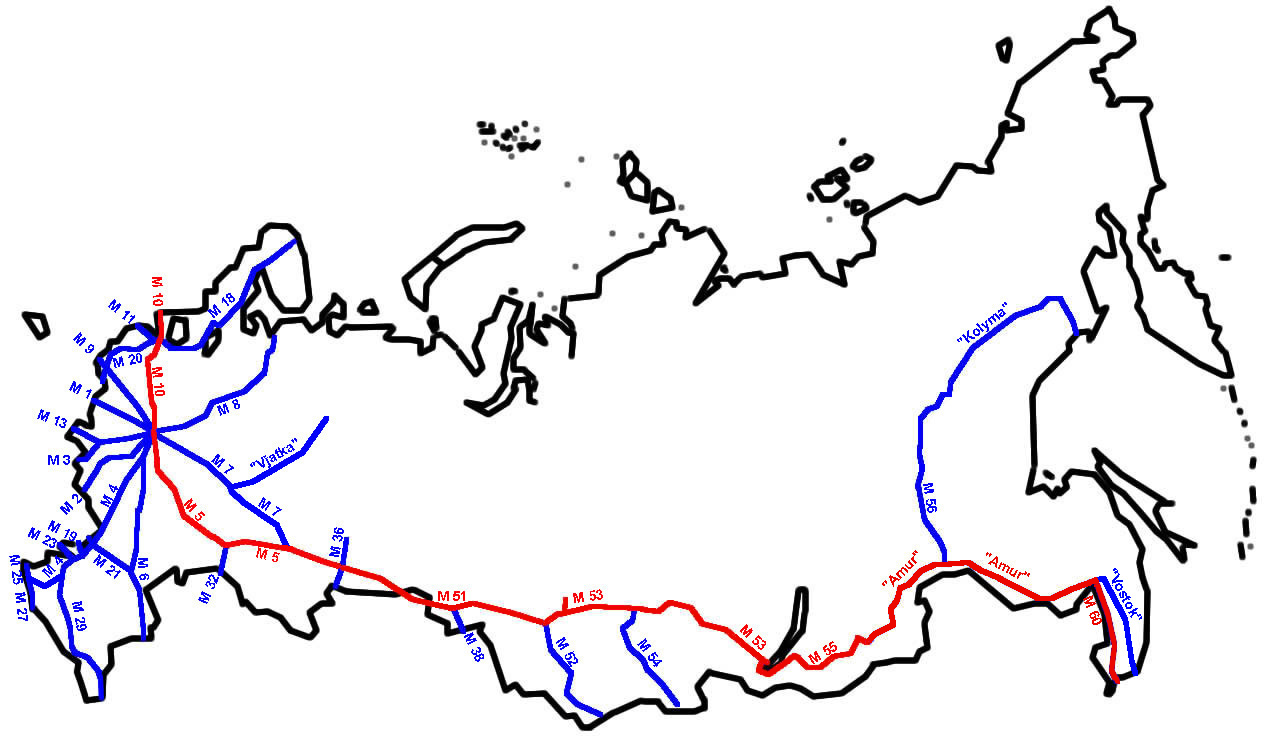
시베리아 횡단 도로는 7개의 간선도로를 맞춘 통칭이다

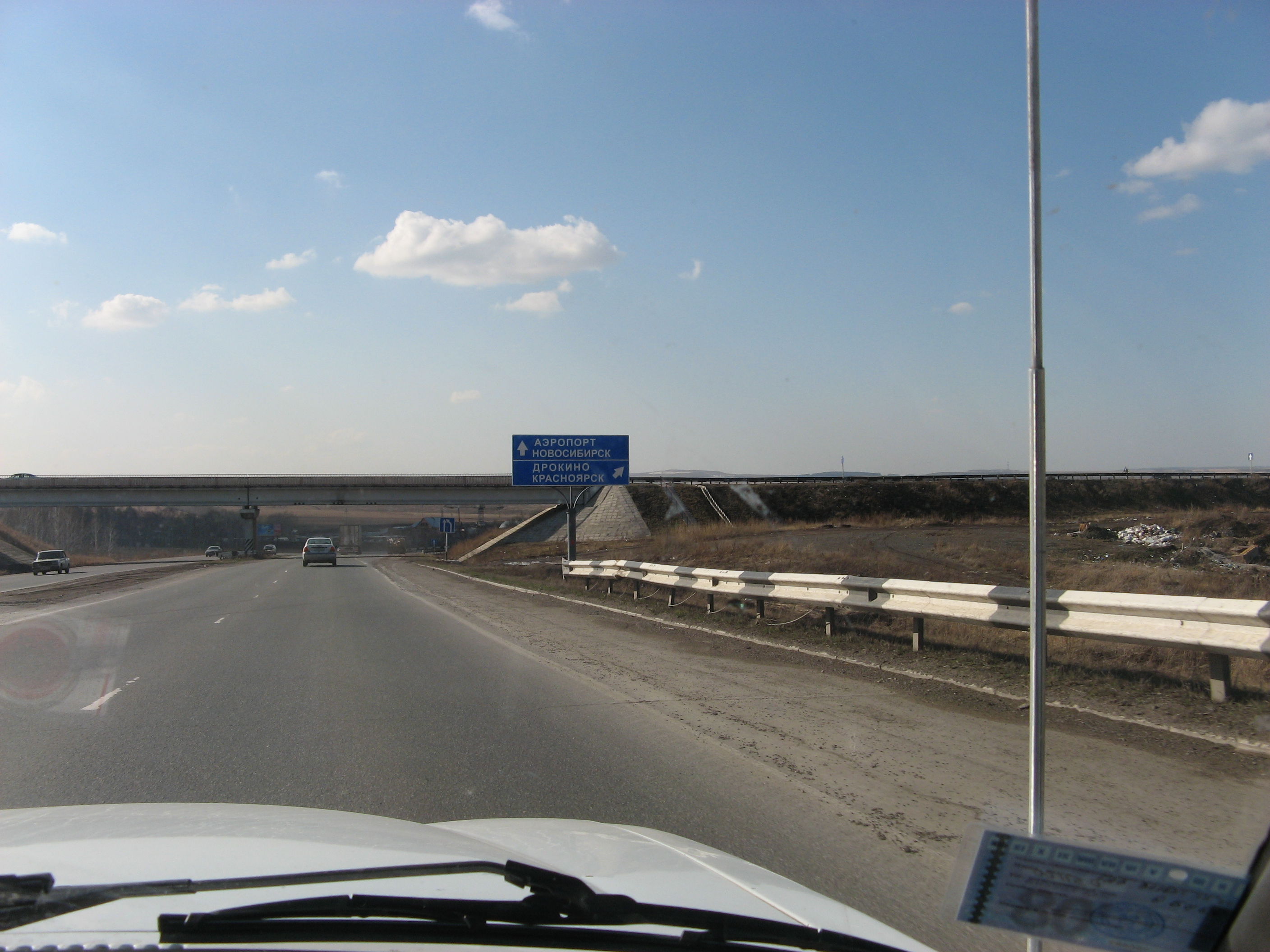
크라스노야르스크 주변의 M53 간선도로

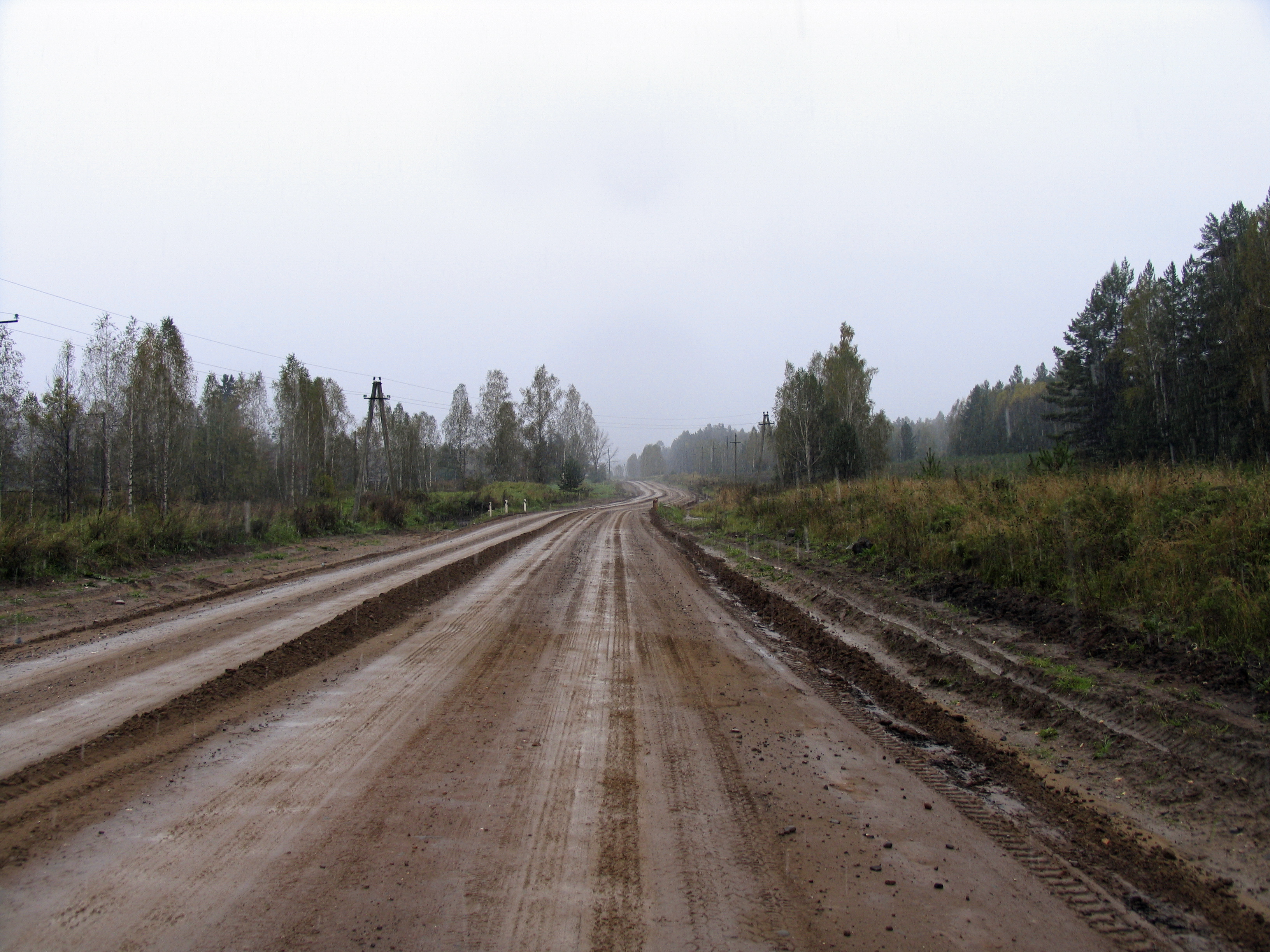
M53 간선도로(크라스노야르스크 ~ 이르쿠츠크)

시베리아 횡단 도로(시베리아 橫斷 道路, 영어: Trans-Siberian Highway)는 러시아에서 발트해의 핀란드만과 동쪽의 동해를 연결하는 도로의 통칭이다. 아시안 하이웨이 도로망에서 AH6으로 알려져 있으며, 시베리아 횡단 도로의 전 구간은 11,000 km 이상 뻗어 있다. 캐나다 횡단도로나 오스트레일리아 국도 1호선(Australian Highway 1)에 버금가는 세계 최장의 도로이다.

## 목록
유럽 고속도로 30호선과 노선이 일치한 구간도 존재하며, 카자흐스탄 관할 구간의 190 km 구간도 포함하고 있다.
- M10 간선도로 : 상트페테르부르크 ~ 모스크바, 664 km
- M5 간선도로 : 모스크바 ~ 첼랴빈스크, 1880 km
- 바이칼 간선도로(영어：en:Baikal Highway, 러시아어：ru:Байкал (автодорога))
  - M51 간선도로 : 첼랴빈스크 ~ 노보시비르스크, 1528 km
  - M53 간선도로 : 노보시비르스크 ~ 이르쿠츠크, 1860 km
  - M55 간선도로 : 이르쿠츠크 ~ 치타, 1113 km
- M58 간선도로 : 치타 ~ 하바롭스크, 2100 km(건설중)
- M60 간선도로 : 하바롭스크 ~ 블라디보스토크, 760 km

## 문학 작품 속의 시베리아 횡단 도로
시베리아 횡단 철도 완공 이전에 시베리아 횡단 도로의 상트페테르부르크 ~ 모스크바 ~ 이르쿠츠크 구간은 자주 사용되고 있었던 것으로 보인다.
- 쥘 베른 - 황제의 밀사, 미하일 스트로고프(1876년)
- 에노모토 다케아키 - 시베리아 일기(1877년)
- 안톤 체호프 - 시베리아 여행(1890년)

## 같이 보기
- 러시아의 교통
- 시베리아
- 시베리아 횡단 철도